# Habari
Habari是一款自由开源的網誌系统，使用PHP語言開發，目前已支援MySQL、SQLite及PostgreSQL三種資料庫系統，是非主流網誌系统之一，创始人是一批前WordPress社群成員。

## 特色
- 模組化並採用物件導向設計的核心提供了高度可擴充性
- 支援多種資料庫系統
- 使用參數化查詢來抵禦SQL資料隱碼攻擊
- 提供Media silo功能，用以方便地存取Flickr、Viddler或本機上的媒體檔案
- 支援Atom出版協定
- 多作者共同寫作的功能
- 可使用同一份系統建立多個網誌。目前只支援子網域多站功能，例如blog1.example.com、blog2.example.com，單一網域多站功能尚未完成，例如example.com/blog1、example.com/blog2。
- 生成和使用靜態頁面的功能
- 可安裝插件擴充系統的功能
- 可使用標籤式分類
- 提供WordPress匯入功能